# Samolot dwubelkowy

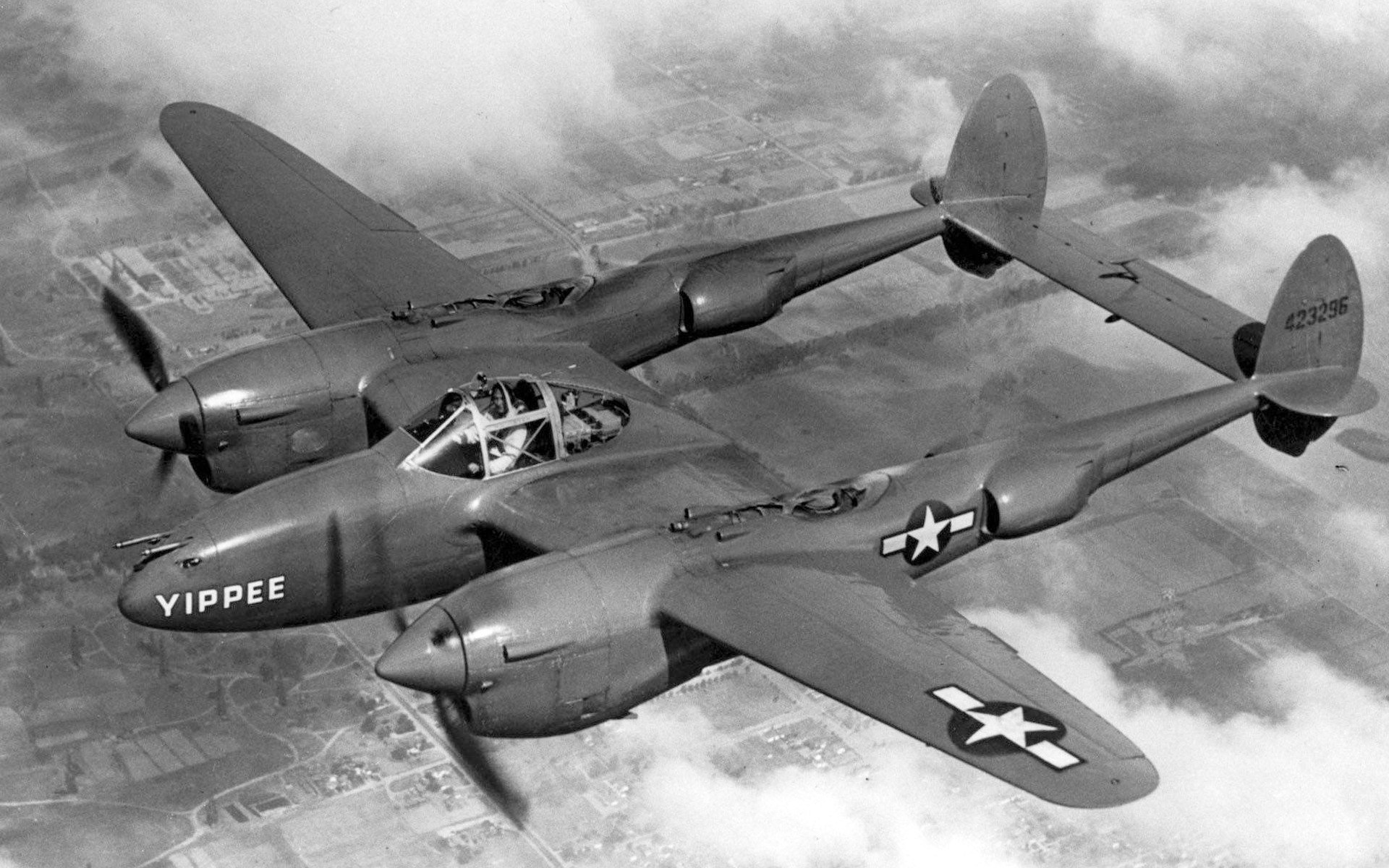
Jeden z najbardziej znanych dwubelkowych samolotów - myśliwiec Lockheed P-38 Lightning

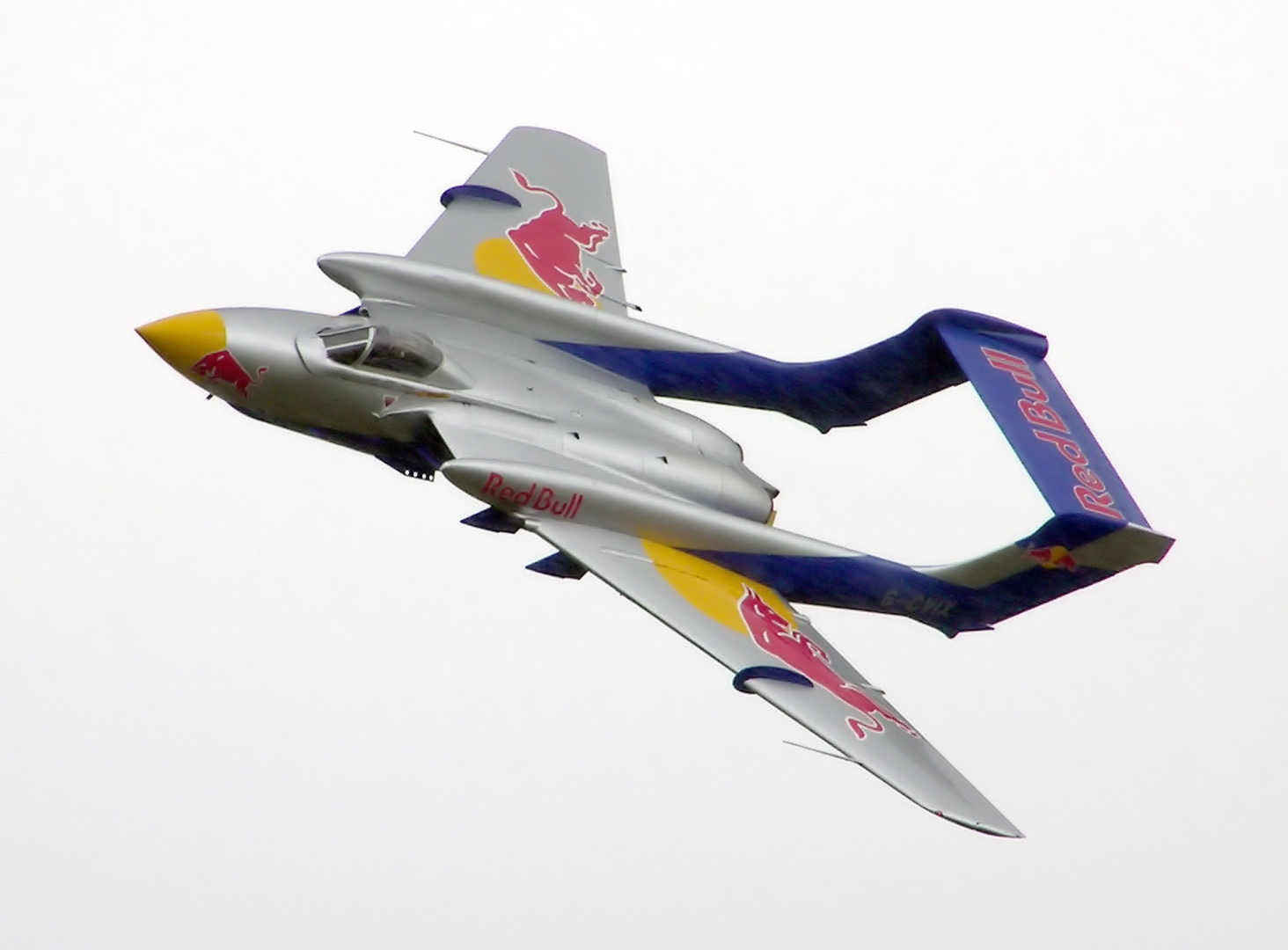
Odrzutowy samolot w układzie dwubelkowym de Havilland Sea Vixen

Samolot dwubelkowy (w układzie dwubelkowym) - samolot, którego usterzenie ogonowe zamontowane jest na końcu dwóch równoległych belek ogonowych, umieszczonych obok siebie w płaszczyźnie poziomej. Część z nich (z bardziej masywnymi belkami ogonowymi) nazywana jest też popularnie samolotami dwukadłubowymi, lecz nie jest to do końca ścisłe, gdyż konstrukcje te posiadają oprócz dwóch belek ogonowych kadłub centralny. Poniżej opisano także samoloty dwukadłubowe w ścisłym znaczeniu.

## Samoloty dwubelkowe (z kadłubem centralnym)
Samoloty w układzie dwubelkowym mają stosunkowo krótki centralny  kadłub mieszczący kabinę załogi, nazywany czasami gondolą. Do kadłuba przymocowane są skrzydła, z którymi łączą się z dwie belki ogonowe, po obu stronach kadłuba. W zależności od konstrukcji, belki te mogą być cienkie lub przypominać grubością kadłuby. Belki na końcu mają indywidualne stateczniki pionowe ze sterami kierunku i są połączone statecznikiem poziomym ze sterem wysokości, przez co całość konstrukcji przypomina ramę (jedynie w sporadycznych konstrukcjach belki się nie łączą). W mniejszości konstrukcji końcówki statecznika poziomego wystają na zewnątrz belek kadłubowych. W przypadku samolotów dwusilnikowych, belki stanowią zazwyczaj przedłużenie do tyłu gondoli silnikowych mocowanych w skrzydłach, natomiast w przypadku samolotów jednosilnikowych napęd stanowi silnik ze śmigłem pchającym lub odrzutowy na końcu kadłuba głównego.
Układ dwubelkowy był znacznie rzadziej stosowany od konwencjonalnego układu z jednym kadłubem zakończonym usterzeniem. Szczególnie rzadko stosowany jest w połączeniu z napędem odrzutowym (głównie w samolotach wojskowych konstrukcji de Havillanda), dlatego współcześnie występuje jeszcze rzadziej. Przyczynami jego stosowania zwykle bywały: 
- w celu zastosowania drzwi ładunkowych z tyłu kadłuba samolotu (np. Fairchild C-119 Flying Boxcar, Nord Noratlas)
- w celu zastosowania pojedynczego silnika ze śmigłem pchającym lub jako jeden ze sposobów zamontowania krótkiego silnika odrzutowego w kadłubie (np. Saab 21, De Havilland Vampire)
- w celu uzyskania dobrej widoczności z kabiny w dół we wszystkich kierunkach (np. Focke-Wulf Fw 189)
- w celu zwiększenia sztywności przy lekkich konstrukcjach lub wewnętrznej objętości kadłuba (Rutan Voyager, Scaled Composites Grizzly, Virgin Atlantic GlobalFlyer)

W konkretnych samolotach przyczyny stosowania takiego układu mogły być jeszcze inne, np. w Lockheed P-38 Lightning jako efektywny sposób pomieszczenia dwóch silników z turbosprężarkami i chłodnicami. W samolotach rolniczych w rodzaju PZL M-15 wysoko umieszczone belki były mniej narażone na rozpylane agresywne środki chemiczne.
Nie są samolotami dwubelkowymi wczesne konstrukcje lotnicze, napędzane śmigłem pchającym, gdzie usterzenie łączyło się z kadłubem za pomocą odkrytych kratownic lub ram (jak np. Airco DH.2). 

## Samoloty dwukadłubowe (znaczenie ścisłe)

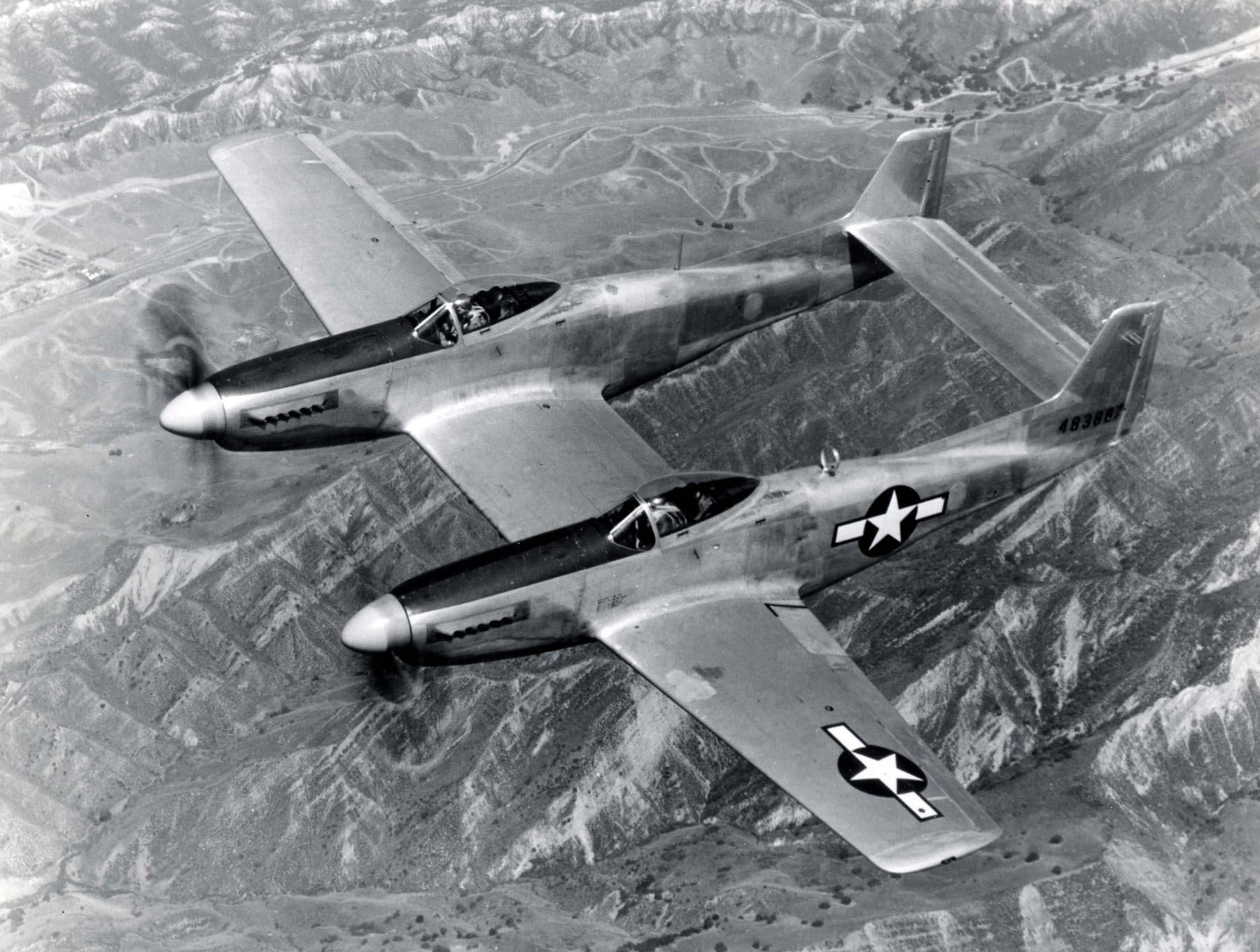
Dwukadłubowy myśliwiec North American P-82 Twin Mustang

Mniej typowymi konstrukcjami, wyjątkowo rzadko stosowanymi, były samoloty dwukadłubowe posiadające dwa takie same lub podobne równoległe kadłuby, każdy z usterzeniem i zwykle z silnikiem. Oba kadłuby posiadały wówczas odrębne kabiny załogi, lub tylko jeden z nich. Konstrukcje takie powstawały zwykle w drodze odpowiedniej modyfikacji istniejących konstrukcji samolotów jednokadłubowych, np. North American P-82 Twin Mustang, Bf 109Z "Zwilling", w uproszczeniu - przez "połączenie" dwóch kadłubów przez nowe wspólne skrzydło. Przyczynami bywały chęć uzyskania większego zasięgu (większy zapas paliwa i dwóch pilotów - P-82), większej mocy układu napędowego (do holowania szybowców transportowych - Bf 109Z) lub większej pojemności.